# Limnophora iniqua
Limnophora iniqua este o specie de muște din genul Limnophora, familia Muscidae. A fost descrisă pentru prima dată de Stein în anul 1911. Conform Catalogue of Life specia Limnophora iniqua nu are subspecii cunoscute.